# Спарта (Кентаки)
Спарта (енгл. Sparta) град је у америчкој савезној држави Кентаки.

## Демографија
По попису из 2010. године број становника је 231, што је 1 (0,4%) становника више него 2000. године.
| Група             | 2000.       | 2010.       |
| Белци             | 216 (93,9%) | 217 (93,9%) |
| Афроамериканци    | 7 (3,0%)    | 4 (1,7%)    |
| Азијати           | 0 (0,0%)    | 0 (0,0%)    |
| Хиспаноамериканци | 6 (2,6%)    | 5 (2,2%)    |
| Укупно            | 230         | 231         |